# تقنية أم أو أس 6501
الـ 6501

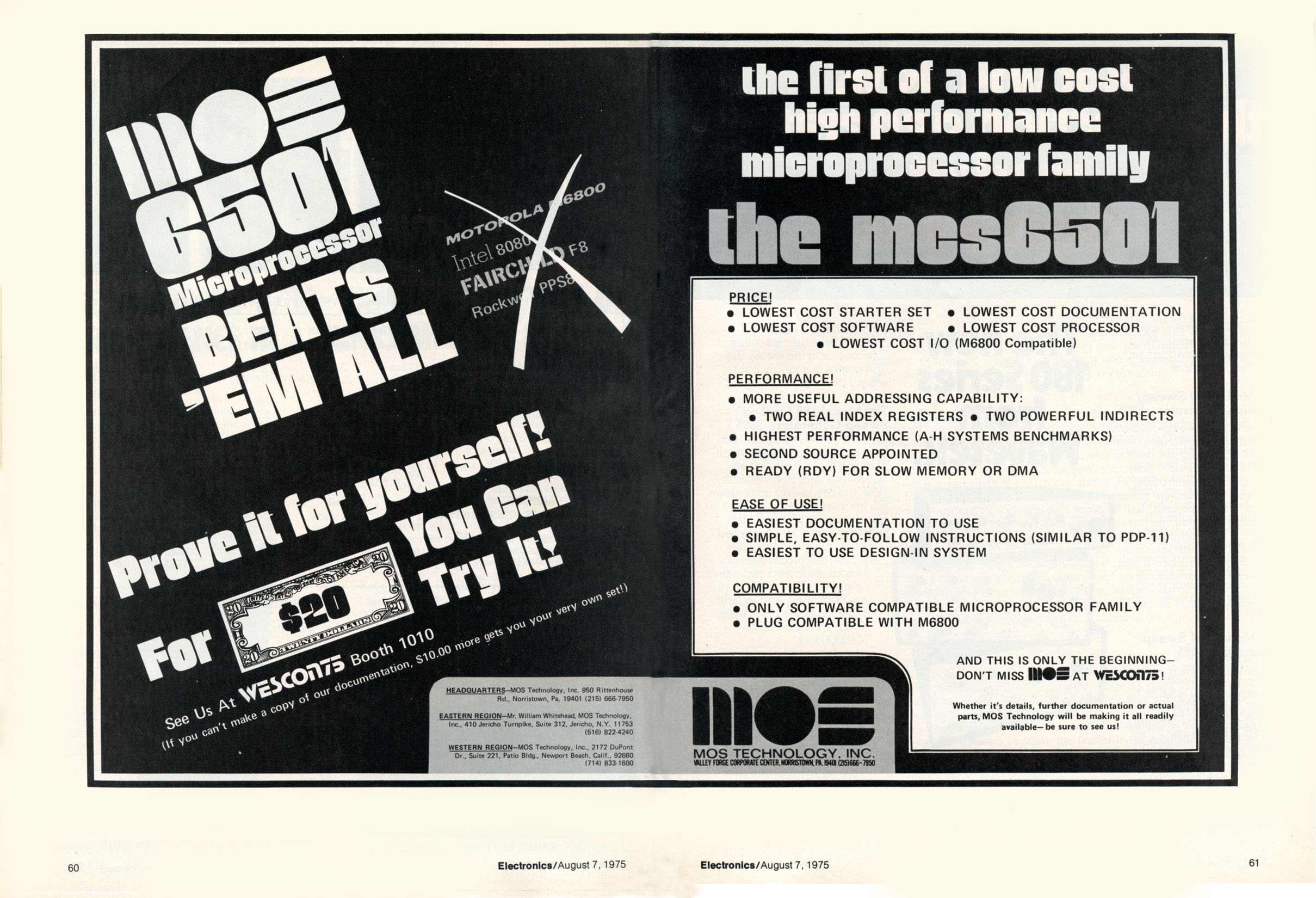
أعلان عن معالج تقنية أم أو أس MCS6501.

هو معالج دقيق 8-بت، وبيع لأول مره من قبل تقنيات أم أو أس.وهو أول حلقة في سلسلة معالجات 65xx. وأول معالج يباع بقيمة 25 دولار أمريكي. وفد تم إنشائة من عدة أعضاء من الـ ex لفريق التصميم في موتورولا وكان متوافق مع دبابيس معالج موتورولا 6800. لكنة لم يكن متوافقاً برمجيا، حيث يوفر عدة طرق للعنونة لم تكن متوفره في موتورولا 6800.
6502 عبارة عن 6501 لكن بعد إعادة ترتيب الدبابيس بسبب قضية رفعت على موترلا بسبب طريقة ترتيب دبابيس 6501. وبسبب هذة الدعوة تم إجابر أم أو أس على دفع التكلفة القانونية وإعدام 6501 التي قامو بإنتاجها. وتم إضافى مولد two-phase clock على 6502 ، وهي تحتاج إلى مدخل وحيد من phase clock، وبذلك يبسط تصميم النظام.
1. ↑  "MOS 6502, el microprocesador de éxito que sobrevivió a una demanda de Motorola".